# Мегидо (региональный совет)
Мегидо (ивр. מגידו‎) — региональный совет в Северном округе Израиля, основанный в 1954 году.
В состав регионального совета входит 13 поселений: 9 кибуцев и 4 мошава. Главой регионального совета с 2014 года являлся Ицик Холавски, с 2024 года — Гиль Лин.

## Население
По статистическим данным Центрального статистического бюро Израиля население регионального совета на 2024 год составляет 12 396 человек.